# Mechanical Man (EP)
Mechanical Man é um EP semi-oficial da banda de new wave Devo, lançado em 1978. Inclui quatro demos de 4 faixas da banda, gravadas antes de assinarem um contrato de gravação com a Warner Bros. Records.

## Contexto
O EP era um single de 7 polegadas alojado em uma capa simples que vinha em uma variedade de cores, incluindo rosa, azul, vermelho, amarelo e verde. A maioria das capas dos EP foram numeradas na parte de trás, embora o número exato de EPs pressionados seja desconhecido. 
As opiniões divergem quanto à legitimidade do EP, com algumas fontes considerando-o um bootleg. O webmaster e arquivista do Devo, Michael Pilmer, afirma que foi produzido pela Virgin Records e incluído em algumas cópias do álbum de estreia da banda, Q. Are We Not Men? A. We Are Devo! no Reino Unido. 
"Blackout" foi mais tarde conhecido como "Clockout" e "Auto-Modown" inclui uma faixa não listada: "Space Girl Blues". 

## Gravação
As faixas "Mechanical Man" e "Auto-Modown" foram gravadas em 1975, quando a banda era um quarteto e Jim Mothersbaugh era o baterista.  "Blackout" foi gravada em 1976, quando Bob Casale entrou e Alan Myers substituiu Jim.  A data de gravação de "Blockhead" é desconhecida, mas a primeira apresentação ao vivo conhecida da música é de dezembro de 1976. 

## Lista de Faixas
| Lado Um |                                                   |         |  |
| N.º     | Título                                            | Duração |  |
| 1.      | "Mechanical Man" (Mark Mothersbaugh)              | 3:27    |  |
| 2.      | "Blockhead" (Bob Mothersbaugh, Mark Mothersbaugh) | 3:08    |  |

| Lado Dois |                               |         |  |
| N.º       | Título                        | Duração |  |
| 1.        | "Blackout" (Gerald Casale)    | 3:11    |  |
| 2.        | "Auto-Modown" (Gerald Casale) | 3:51    |  |

## Ficha Técnica
Créditos instrumentais adaptados das notas do encarte das reedições do Viaduto Superior de 2013 de Hardcore Devo: Volume One (1990)  e Hardcore Devo: Volume Two (1991).  Os créditos de "Blockhead" não podem ser confirmados.

### Devo
- Mark Mothersbaugh – sintetizadores; vocais (A1)
- Gerald V. Casale – baixo (A1, B1, B2), vocal (B1, B2)
- Bob Mothersbaugh – guitarra (A1, B1, B2)
- Jim Mothersbaugh – bateria (A1, B2)
- Bob Casale – guitarra adicional (B1)
- Alan Myers – bateria (B1)

### Técnico
- Devo – produtores